# Jorg Hennemann
Georg (Jorg) Hennemann (Bandung, 1 juli 1932 − Den Haag, 27 december 2018) was een Nederlands internist en hoogleraar.

## Biografie
Hennemann was een zoon van een patholoog-anatoom dr. Iohan Philip Hennemann en Christina Geertruida Boks. Hij studeerde vanaf 1951 geneeskunde te Utrecht, deed er zijn artsexamen in 1960 en promoveerde er in 1963 te Utrecht op Onderzoek over de proteïnurie gedurende de ziekte van Kahler. Vanaf 1960 werkte hij bij de Leidse universiteit en bij een ziekenhuis in Deventer. Vanaf 1971 was hij gewoon lector inwendige geneeskunde aan de Erasmus Universiteit, vanaf 1978 was hij er bijzonder hoogleraar vanwege het Rotterdams universiteitsfonds; hij was toen tevens verbonden aan het Dijkzigtziekenhuis. In 1982 verscheen mede onder zijn redactie het Nederlands leerboek der endocrinologie (1989²), in 1986 Thyroid hormone metabolism. In 1990 publiceerde hij Klinisch relevant schildklieronderzoek in Nederland. Een onderzoek, anno 1990, in 1993 eenzelfde onderzoek. In 1997 ging hij met emeritaat, begon een privékliniek en richtte een gespecialiseerde website op.
Hennemann gold als internationaal autoriteit op het gebied van schildklieronderzoek. In 1992 kreeg hij de tweejaarlijkse Laqueurprijs van de Nederlandse Vereniging voor Endocrinologie voor zijn werkzaamheden op het gebied van de schildklier, die volgens de NVE geldt als hoogste internationale onderscheiding op dat vakgebied. Ook in de media trad hij geregeld op als deskundige, onder andere tegen natuurgeneeswijzen die in sommige gevallen zeer gevaarlijk konden zijn.
Prof. dr. G. Hennemann overleed eind 2018 op 86-jarige leeftijd. Hij was in 1957 getrouwd met Atie J.W. Bennink met wie hij drie kinderen kreeg.